# Ranowo
Ranowo (do 1945 niem. Karlshöhe) – osada w Polsce położona w województwie zachodniopomorskim, w powiecie gryfińskim, w gminie Mieszkowice. Miejscowość wchodzi w skład sołectwa Zielin.
W latach 1975–1998 miejscowość administracyjnie należała do województwa szczecińskiego.

## Historia
- Połowa XIX w. – dobra w Ranowie liczyły 534 mórg ziemi; folwark należał do Mieszkowic.
- 1929 – właścicielem był Ernst Kënecke; majątek liczył około 220 ha.
- Po 1945 – folwark w Ranowie włączono do Państwowych Nieruchomości Ziemskich i należał do Państwowego Technikum Rolnego w Mieszkowicach.
- Od 1977 – gospodarstwo zarządzane jest przez Stadninę Koni w Bielinie.

## Ludność
Liczba ludności w ostatnich 3 wiekach:

## Architektura
- Dwór – wzniesiony został w połowie XIX wieku; o skromnych formach późnoklasycystycznych, obecnie użytkowany jedynie częściowo.
- Park – o cechach krajobrazowych, założony w połowie XIX w. po południowej stronie zespołu; zachował się czytelny układ ścieżek oraz starodrzew.
- Folwark – budynki inwentarsko-gospodarcze dawnego folwarku w wyniku adaptacji do nowych funkcji utraciły walory zabytkowe.

## Wyznania
Kaplica należąca do parafii rzymskokatolickiej pw. Narodzenia Najświętszej Marii Panny w Zielinie, znajduje się w budynku dworu.